# Флоренс (тюрьма)
Исправительная тюрьма максимально строгого режима исполнения наказаний ADX Florence — американская тюрьма супермаксимальной безопасности (ADX) близ Флоренса, штат Колорадо. Неофициально известна как Florence ADMAX, Supermax или «горный Алькатрас».

## История
Причиной строительства тюрьмы ADX Florence стало убийство тюремщиков в исправительной тюрьме Марион (Иллинойс), произошедшее 22 октября 1983 года. Двое заключённых смогли убить своих конвоиров. В связи с этим директор Федерального бюро тюрем Норман Карлсон убедил федеральное правительство в необходимости разработки нового типа тюрем более строгого с точки зрения безопасности режима, где неконтролируемые заключённые находились бы в изоляции от своих тюремщиков и от других заключённых. Тюрьма Марион послужила моделью для последующей разработки тюрьмы ADX Florence, в качестве «тюрьмы контролируемых блоков». В разработке тюрьмы приняли совместное участие компании DLR Group и LKA Partners of Colorado Springs.
Тюрьму ADX Florence открыли в ноябре 1994 года. Постоянных жителей округа Фримонт (окрестности Флоренса) пригласили оказать экономическую помощь в строительстве тюрьмы. В это время в округе уже было девять работающих тюрем. Однако осознание того, что тюрьма даст округу 750—900 рабочих мест, а также 1000 временных рабочих мест на время строительства побудили население вложить $160 тыс. для покупки 242,8 га земли под новую тюрьму. Сотни рабочих закончили прервавшееся строительство, которое обошлось в $60 млн.

## Описание

План камер ADX Florence

Вид камер ADX Florence

ADX Florence — федеральная тюрьма с 490-местным комплексом, занимающим площадь в 150 тыс. м². Адрес корпуса: 5880 Highway 67, Florence, Colorado. Это один из трёх блоков Федерального исправительного комплекса Флоренса (Florence Federal Correctional Complex), у каждого блока свой общий уровень охраны. Есть блок максимального уровня безопасности (USP Florence ADMAX) с «бесконтактным контролем заключённых». Вне периметра безопасности блока есть лагерь-спутник минимальной безопасности. Есть блоки высокого уровня безопасности (USP Florence High) и среднего уровня безопасности (FCI Florence).
В настоящее время в тюрьме пребывают около 430 заключённых-мужчин, каждому из них присвоен один из шести уровней охраны.
Около 22 % заключённых в прошлом совершили убийства других заключённых во время пребывания в других тюрьмах. 35 % совершили покушения на других заключённых и тюремщиков. В результате большинство из них ежедневно находится по меньшей мере 23 часа в одиночном заключении в камерах 2,1 × 3,7 м, оснащённых стальными дверями и решётками. Оставшееся в их распоряжении время (один час) они уединённо проводят в отдельных комнатах, где можно заниматься физическими упражнениями или просто прогуливаться. Также есть возможность позаниматься в бетонном помещении, которое выглядит как пустой плавательный бассейн. Заключённые редко видят друг друга и прямо общаются только со своим тюремщиком. Общение с посетителями происходит для каждого заключённого в отдельной комнате через стекло. Религиозные службы проходят в отдельной часовне.
Часть тюрем поддерживает программу «понижающихся шагов», разработанную для поощрения социального поведения и окончательно переведения заключённых с суперстрогого режима на максимально строгий режим (Maximum Security). Программа длится три года, в каждый год позволяется всё больше контактов с другими заключёнными. Любые акты насилия в ходе прохождения программы возвращают участников на её начало.
Большая часть камерной обстановки целиком сделана из литого бетона, включая стол, стул и койку. В каждой камере есть туалет, перекрывающийся, если он закупорен, душ, оснащённый таймером (для предотвращения возможности затопления) и раковиной без крана, который считается потенциально опасным. Комнаты также могут быть оборудованы зеркалом из полированной стали, прикрученным болтами к стене, электрическим освещением, радио и телевизором, показывающим развлекательные, образовательные и религиозные программы. Эти привилегии могут дароваться в случае отсутствия проступков. Окна размером в 10 × 120 см разработаны так, чтобы заключённый не мог определить своё местоположение в тюремном комплексе, он видит только небо и крышу над окном, что ещё более усложняет возможность побега. Связь через телекоммуникации с внешним миром запрещена. Пищу доставляют вручную тюремщики.
Тюрьма содержит множество датчиков движения и камер, 1400 стальных дверей с контролем открывания и забор из спирали Бруно высотой в 3,7 м. Пространство между проволокой и стенами тюрьмы контролируется лазерными лучами и датчиками давления, и охраняется служебными собаками.
Эрик Рудольф, «подрывник олимпийского парка», американский радикал-террорист, жаловался в серии своих писем, отправляемых в газету Colorado Springs, что суперстрогий режим означает «причинение горя и боли». Напротив, убийца Чарльз Харрельсон, отправленный во Флоренс после провалившейся попытки бегства из тюрьмы в Атланте, заявил: «частью здешнего плана является лишение зека способности чувствовать» и «здесь могло быть и хуже». Бывший начальник тюрьмы описывал её как «более чистую версию Ада». Здесь имели место сотни случаев, когда заключённых «принудительно кормили», и четыре самоубийства. В июне 2009 года заключённый Ричард Рид, известный как «shoe bomber», объявил голодовку и его кормили насильно.

## Визиты прессы
14 сентября 2007 года Федеральным бюро тюрем был разрешён первый визит представителей средств массовой информации в тюрьмы суперстрогого режима. Репортёры отметили «удивительную и сверхъестественную тишину» и чувство безопасности, обусловленные строгими мерами охраны внутри тюрьмы.

## Знаменитые заключённые
| Имя                      | Годы жизни  | Регион совершения преступления                                                   | Совершённые преступления | Год оглашения приговора | Назначенное наказание |
| ------------------------ | ----------- | -------------------------------------------------------------------------------- | --- | ----------------------- | --- |
| Джохар Царнаев           | р. 1993     | Массачусетс, Бостон                                                              | Террорист. Признан виновным в организации и совершении терактов на Бостонском марафоне в 2013 году. | 2015                    | Смертная казнь (о) |
| Тимоти Маквей            | 1968 — 2001 | Оклахома-Сити                                                                    | Террористы. Организаторы теракта в Оклахома-Сити в 1995 году. Признаны виновными в предумышленном убийстве 168 человек и покушении на убийство 680 человек, совершённом с использованием взрывчатых веществ; в незаконном изготовлении и хранении взрывчатых веществ. В 1999 году Тимоти Маквей был переведен в федеральную камеру смертников USP Terre Haute в Терре-Хот, штат Индиана. Маквей казнён в 2001 году, Николс продолжает отбывать наказание. | 1997                    | Смертная казнь (и) |
| Терри Николс             | р. 1955     | Оклахома-Сити                                                                    | Террористы. Организаторы теракта в Оклахома-Сити в 1995 году. Признаны виновными в предумышленном убийстве 168 человек и покушении на убийство 680 человек, совершённом с использованием взрывчатых веществ; в незаконном изготовлении и хранении взрывчатых веществ. В 1999 году Тимоти Маквей был переведен в федеральную камеру смертников USP Terre Haute в Терре-Хот, штат Индиана. Маквей казнён в 2001 году, Николс продолжает отбывать наказание. | 1998                    | 161 срок пожизненного лишения свободы без права на досрочное освобождение и пересмотр дела.                                                     |
| Теодор Качинский         | 1942 — 2023 | Иллинойс, Теннесси, Юта, Калифорния, Вашингтон, Мичиган, Коннектикут, Нью-Джерси | Террорист. С 1978 по 1995 годы занимался рассылкой бомб по почте. Признан виновным в гибели 3 человек и ранении 23 человек. | 1998                    | 8 сроков пожизненного лишения свободы без права на досрочное освобождение.                                                                      |
| Омар Абдель Рахман       | 1938 — 2017 | Нью-Йорк                                                                         | Террорист. Один из участников теракта в Нью-Йорке в 1993 году | 1994                    | 6 сроков пожизненного лишения свободы без права на досрочное освобождение.                                                                      |
| Рамзи Юзеф               | р. 1967     | Нью-Йорк                                                                         | Террорист. Один из организаторов теракта в Нью-Йорке в 1993 году. Также был признан виновным в теракте на борту филиппинского авиалайнера над Тихим океаном. | 1995                    | 6 сроков пожизненного лишения свободы без права на досрочное освобождение + 240 лет тюрьмы.                                                     |
| Закариас Муссауи         | р. 1968     | Нью-Йорк                                                                         | Террорист. Один из организаторов терактов 11 сентября 2001 года. | 2006                    | 6 сроков пожизненного лишения свободы без права на досрочное освобождение.                                                                      |
| Эрик Рудольф             | р. 1966     | Атланта                                                                          | Террорист. Один из организаторов взрывов в Олимпик-парке в 1996 году. Признан виновным в гибели 2 человек и ранении ещё 150 человек, а также в убийстве офицера полиции, совершённом в 1998 году. | 2005                    | 4 срока пожизненного лишения свободы без права на досрочное освобождение.                                                                       |
| Умар Фарук Абдулмуталлаб | р. 1986     |                                                                                  | Террорист. Член Аль-Каиды. Предпринял неудачную попытку совершения теракта на борту американского авиалайнера 25 декабря 2009 года. | 2012                    | 4 срока пожизненного лишения свободы без права на досрочное освобождение + 50 лет тюрьмы.                                                       |
| Ричард Рид               | р. 1973     |                                                                                  | Террорист. Член Аль-Каиды. Предпринял неудачную попытку совершения теракта на борту американского авиалайнера 22 декабря 2001 года. | 2003                    | 3 срока пожизненного лишения свободы без права на досрочное освобождение + 110 лет тюрьмы.                                                      |
| Оборн Кэллоуэй           | р. 1952     |                                                                                  | Террорист. Предпринял неудачную попытку угона грузового самолёта 7 апреля 1994 года и имитации авиакатастрофы с целью получения страховки и мести авиакомпании за увольнение. | 1995                    | Пожизненное лишение свободы без права на досрочное освобождение.                                                                                |
| Файзал Шахзад            | р. 1979     | Нью-Йорк                                                                         | Террорист. Член Техрик-е Талибан Пакистан. Предпринял неудачную попытку теракта на Тайм-сквер 1 мая 2010 года. | 2010                    | Пожизненное лишение свободы без права на досрочное освобождение.                                                                                |
| Лэрри Гувер              | р. 1950     | Чикаго                                                                           | Лидер «Нации последователей гангстеров» в Чикаго, лично убил по меньшей мере 1 человека. | 1974 и 1995             | 2 срока пожизненного заключения без права на досрочное освобождение.                                                                            |
| Дэвид Лэйн               | 1938 — 2007 |                                                                                  | Известный американский расист и неонацист, член организации «The Order». Признан виновным в ряде вооружённых ограблений, поджогов, вымогательстве, а также соучастии в убийстве на почве расовой ненависти. | 1985, 1987, 1989        | 190 лет тюремного заключения с правом подачи прошения об условно-досрочном освобождении не ранее чем через 50 лет.                              |
| Чарльз Харрельсон        | 1938 — 2007 | Канзас-Сити                                                                      | Наёмный убийца, осуждённый за убийство федерального судьи Джонатана Вуда и попытку побега из исправительного учреждения, предпринятую им в 1995 году. Отец голливудского актёра Вуди Харрельсона. | 1974 и 1980             | 2 срока пожизненного лишения свободы без права на досрочное освобождение.                                                                       |
| Роберт Ханссен           | 1944 — 2023 |                                                                                  | Бывший сотрудник ФБР. Осуждён за 15 эпизодов передачи секретных документов государственной важности агентам внешней разведки СССР и России, совершённых им в период с 1979 по 2001 годы. Умер в заключении. | 2002                    | 15 сроков пожизненного лишения свободы без права на досрочное освобождение.                                                                     |
| Антонио Герреро          | р. 1958     |                                                                                  | Кубинский разведчик. Один из Кубинской пятёрки. Осужден за шпионаж в пользу Кубы. | 2001 и 2009             | Пожизненное лишения свободы без права на досрочное освобождение + 10 лет тюрьмы. Позже приговор смягчён до 26 лет и 10 месяцев лишения свободы. |
| Гарольд Николсон         | р. 1950     |                                                                                  | Бывший агент ЦРУ. Осуждён по обвинению в шпионаже в пользу России, который осуществлялся в период с 1994 по 1996 годы. Вышел на свободу 24 ноября 2023 года. | 2001                    | 23 года лишения свободы. |